# Stryków Przeładownia
Stryków Przeładownia – dawna wąskotorowa stacja kolejowa w mieście Stryków, w gminie Stryków, w powiecie zgierskim, w woj. łódzkim, w Polsce. Została wybudowana w 1914 roku przez KPEV (Königlich Preußische Eisenbahn-Verwaltung, pol. Królewski Pruski Zarząd Kolei). W 1923 roku została zamknięta, a w 1924 roku została zlikwidowana. Była styczna ze stacją normalnotorową.